# Pictuning
Pictuning is auto-tuning in de virtuele wereld, door middel van een Photoshop-achtig programma. Men neemt een standaardauto en door middel van speciale tools en onderdelen van andere autofoto's kan men deze auto naar zijn of haar zin maken. Pictuning is niet erg gemakkelijk: veel oefenen is erg verstandig wil men een professionele pictuner worden.